# William David Coolidge
William David Coolidge (Hudson, 23. listopada 1873. – Schenectady, 3. veljače 1975.), američki fizičar i kemičar. Izumio rendgensku cijev s užarenom katodom (1913.) koja se po njemu i naziva Coolidgeova rendgenska cijev. Povećanom katodnom (elektronskom) strujom postigao mnogo veći intenzitet, a višim naponom ubrzanja veću energiju rendgenskih zraka. Tom su cijevi ostvareni veliki uspjesi u medicini i tehnici. Razvio tehnologiju i primjenu volframa.

## Rendgenska cijev
- C: katodna žarna nit (-)
- A: anoda (+)
- Win i Wout: ulaz i izlaz vode za hlađenje

Rendgenska cijev je izvor rendgenskog zračenja u današnjim rendgenskim uređajima i strojevima. Danas se upotrebljavaju rendgenske cijevi s užarenom katodom, koje su mnogo učinkovitije u emitiranju elektrona od hladne katode u ionskim cijevima, kao što su bile Crookesova cijev ili Coolidgeova cijev (William David Coolidge). Maksimalna struja elektrona koja može izaći iz užarene katode (struja zasićenja), jako ovisi o temperaturi katode. Žarna nit rendgenske cijevi izrađuje se od volframa, koji ima visoko talište (3 422 ºC), pa ne dolazi do prevelikog isparavanja katode kod radnih temperatura od 2500 ºC. Obično se radi u području od 2 200 do 2 500 ºC, što omogućuje trajanje rendgenskih cijevi do 4 000 radnih sati.
Katoda se može izvesti u obliku spirale ili zavojnice. Iz zavojnice elektroni bivaju usmjereni u usko žarište pomoću žarišne elektrode prema anodi, tako da padaju na vrlo usko područje anode koje se naziva žarište. Žarišna elektroda stvara električno polje između katode i anode, koje omogućuje usnopljavanje elektrona prema anodi. Razmak između anode i katode nije velik, oko 10 mm, pa se mjesto na anodi zbog toga, a i zbog oštrog usnopljavanja kod viših anodnih napona i jačih električnih struja, jako zagrijava (katkad do užarenja). Zato treba da se anoda, čak i kod malo većih snaga, prisilno hladi. Za sasvim male snage hladi se zrakom, dok se kod većih snaga hladi uljem ili vodom. Osim toga, mjesto gdje elektroni pogađaju anodu, izrađeno je od volframa, koji uz visoko talište ima i relativno velik atomski broj (Z = 74), što povećava stupanj iskorištenja. 
Tuljac oko same anode služi za sprječavanje raspršivanja rendgenskog zračenja izvan užeg područja. Prolaz rendgenskog zračenja kroz tuljac olakšan je prozorčićem od berilija, koji vrlo dobro propusta rendgensko zračenje, zbog svog vrlo malog atomskog broja (Z = 4). Berilijski prozorčić se stavlja i na vanjsko staklo rendgenske cijevi. Kako se samo oko 1% uložene energije pretvara u rendgensko zračenje, a ostatak od 99% pretvara u toplinu, to se anoda jako zagrijava. Volframska anoda zagrijava se na temperaturu do 1500 ºC, a bakrena anoda do 800 ºC. Ako se rendgenskom cijevi žele postići veće energije zračenja, onda uz veće dimenzije anode treba odvoditi toplinu, kako se anoda ne bi pregrijala i rastalila. Hladi se najčešće protokom ulja ili vode u zatvorenom rashladnom sustavu.